# Chansa al-Barmakiya
Chansa al-Barmakiya, arabisch خنساء البرمكية, auch Khansa al-Barmakiya, geb. wohl im 8. Jahrhundert, gest. im 9. Jahrhundert, war eine Sängersklavin im Abbasiden-Kalifat zur Zeit des Kalifen Harun al-Raschid (reg. 786–809) und seiner Nachfolger.

## Leben
Chansa war eine hellhäutige Muwallada (von ethnisch gemischter Herkunft) aus dem südirakischen Basra. Zu ihren Besitzern gehörte ein unbekanntes Mitglieds der Dynastie der Barmakiden, die im Jahr 803 durch den Kalifen Harun al-Raschid entmachtet wurden. Ein weiterer ihrer Besitzer war ein Mann namens Hischam ad-Dirar (auch al-Maktuf genannt). Sie wird in den Quellen als äußerst schöne und talentierte Sängerin und Dichterin beschrieben.
Mit der berühmten Sängersklavin Faḍl al-Schāʿira (gest. 870/1) pflegte sie ein Konkurrenzverhältnis, wobei Faḍl al-Schāʿira über sie Spottgedichte schrieb. Der Dichter Abu Schibl al-Burdschumi war einst in sie verliebt, wandte sich jedoch später gegen sie und unterstütze Faḍl al-Schāʿira. Zeitgenossen, die über sie berichteten, waren unter anderem Sa'id bin Wahb (gest. 824) und Amr bin Bana (gest. 891).

## Rezeption
In der klassisch-arabischen Literatur wird Chansa al-Barmakiya unter anderem in Abū l-Faradsch al-Isfahānīs Hauptwerk Kitab al-Aghani und in seinem Werk al-Qiyan erwähnt, ebenso in Ibn Fadlallah al-Umaris (1301–1349) Hauptwerk, dem Lexikon Masālik al-abṣār fī mamālik al-amṣār in seinem Kapitel über bekannte Sängersklavinnen. Hier wird sie mit der arabischen Dichterin al-Chansa verglichen, wobei man wisse, "von welchem der beiden Meere die Perle aufgesammelt würde."
Ibn Fadlallah al-Umari listet in seinem Lexikon zwei gleichnamige Sängersklavinnen auf, wobei Yasemin Gökpinar zu der Ansicht kommt, dass es sich um dieselbe Person handelt.

## Wissenswertes
Der Name Chansa bedeutet auf Arabisch so viel wie Gazelle bzw. Antilope und ist ein häufig verwendeter Sklavinnenname.

### Arabische Primärquellen
- Ibn Fadlallah al-Umari (1301–1349): Masālik al-abṣār fī mamālik al-amṣār. Ins Deutsche übersetzt von Yasemin Gökpinar: Der ṭarab der Sängersklavinnen: Masālik al-abṣār fī mamālik al-amṣār von Ibn Faḍlallāh al-ʿUmarī (gest. 749/1349): Textkritische Edition des 10. Kapitels Ahl ʿilm al-mūsīqī mit kommentierter Übersetzung, Ergon Verlag, Baden-Baden 2021.

### Sekundärliteratur
- Yasemin Gökpinar: Der ṭarab der Sängersklavinnen: Masālik al-abṣār fī mamālik al-amṣār von Ibn Faḍlallāh al-ʿUmarī (gest. 749/1349): Textkritische Edition des 10. Kapitels Ahl ʿilm al-mūsīqī mit kommentierter Übersetzung, Ergon Verlag, Baden-Baden 2021.